# Santigold
Santigold o Santogold, pseudonimo di Santi White (Filadelfia, 25 settembre 1976), è una cantautrice e produttrice discografica statunitense.
Santogold è il soprannome che le diede un'amica ai tempi dell'università. Cita tra le sue influenze musicali artisti come Devo e Siouxsie and The Banshees.

## Biografia e carriera
Santi White nasce e cresce a Philadelphia, per poi spostarsi nel Connecticut, dove frequenta il corso di musica e cultura afro-americana presso la Wesleyan University. Comincia la sua carriera musicale lavorando come rappresentante dell'Epic Records, posizione che però lascia per produrre How I Do, album di debutto del cantante Res.
Dal 2003 diventa la cantante del gruppo Stiffed, con cui pubblica due album, ossia Sex Sells (2003) e Burned Again (2005), prodotti da Darryl Jenifer, bassista dei Bad Brains. Contemporaneamente ottiene un contratto da solista da parte dell'etichetta discografica indipendente Lizard King Records. Da quel momento diventa Santogold e inizia a collaborare con molti artisti, tra cui il DJ e produttore Mark Ronson, che la sceglie come coautrice per una canzone di Lily Allen e come voce per una cover del brano dei The Jam. Inoltre fa da supporter per il tour di Björk.
Aiutata da Diplo e da Switch (già al lavoro con M.I.A.), inizia a scrivere canzoni per il suo debutto discografico.
Nel 2007 lavora con l'ex membro degli Stiffed John Hill per produrre il proprio album di debutto, Santogold. I primi singoli lanciati sono Creator e L.E.S. Artistes. Nell'aprile 2008 viene lanciato il disco, che le ottiene una buona accoglienza, ed alcune sue canzoni vengono usate in spot pubblicitari e nei videogiochi FIFA 08 e NHL 08. Inoltre partecipa al tour di M.I.A. e dei Beastie Boys. Scrive un brano per Ashlee Simpson.
A causa di una disputa legale, nel febbraio del 2009 ha cambiato il suo nome d'arte, passando da Santogold a Santigold. Nell'agosto dello stesso anno partecipa al Festival Lollapalooza di Chicago.
Nel 2011 pubblica il brano Go!, a cui partecipa Karen O degli Yeah Yeah Yeahs. Nella primavera del 2012 viene annunciata la pubblicazione del secondo album, che viene registrato in parte in Giamaica e coprodotto da Dave Sitek dei TV on the Radio. Dopo la pubblicazione del singolo e del video Disperate Youth, in aprile viene pubblicato l'album Master of My Make-Believe.
Nel maggio 2013 appare in un episodio di The Office.
Nel giugno 2015 contribuisce, con il brano Radio, alla colonna sonora del film Città di carta. Nel novembre seguente pubblica il singolo Can't Get Enough of Myself, che anticipa l'uscita del suo successivo album, intitolato 99¢, la cui uscita è prevista per il febbraio 2016 per Atlantic Records.

## Collaborazioni
Santi White ha collaborato nel corso della sua carriera con numerosi artisti. Ha collaborato col rapper GZA nel 1999 per l'album Beneath the Surface e nel 2002 per Legend of the Liquid Sword. Nel 2007 appare in Versions di Mark Ronson, in cui canta Pretty Green dei The Jam. È coautrice del brano Little Things di Lily Allen e di Outta My Head (Ay Ya Ya) di Ashlee Simpson.
Nel 2008 registra una canzone con Pharrell Williams e Julian Casablancas per la Converse intitolata My Drive Thru.
Nello stesso anno, una traccia chiamata Brooklyn Go Hard, prodotta da Kanye West, appare nella colonna sonora del film Notorious (2009), che narra la vita di The Notorious B.I.G.
Partecipa anche all'album di debutto del collettivo di DJ N.A.S.A. The Spirit of Apollo (2009). Collabora con i Basement Jaxx per l'album Scars. Nel 2010 collabora con Christina Aguilera coscrivendo i brani Monday Morning e Bobblehead inseriti nell'album Bionic.
Nel 2011 appare nell'album dei Beastie Boys Hot Sauce Committee Part Two. Inoltre prende parte all'album Turtleneck & Chain dei The Long Island. Collabora con Spank Rock in Car Song, dall'album Everything Is Boring and Everyone Is a Fucking Liar.
Nel 2012 è ospite nell'album Folila di Amadou & Mariam. Nel 2013 partecipa all'album di debutto di ASAP Rocky Long. Live. ASAP.

## Discografia

### Album
- 2008 - Santogold
- 2012 - Master of My Make-Believe
- 2016 - 99¢
- 2018 - I Don't Want: The Gold Fire Sessions
- 2022 - Spirituals

### Singoli
- 2007: Creator
- 2008: L.E.S. Artistes
- 2008: My Drive Thru
- 2008: Lights Out
- 2008: Say Aha
- 2011: Go! feat. Karen O
- 2012: Big Mouth
- 2012: Disparate Youth
- 2012: The Keepers
- 2015: Radio
- 2015: Can't Get Enough of Myself

## Premi e nomination
- 2008 - Vittoria agli NME Awards come "Best Breakthrough Artist"
- 2008 - Nomination ai Q Awards come "Best Breakthrough Artist"
- 2008 - Nomination agli MTV Europe Music Awards come "Video Star" per L.E.S. Artistes
- 2009 - Nomination ai BRIT Awards come "International Female Solo Artist"
- 2009 - Vittoria agli ASCAP Pop Music Awards come "Vanguard Award"